# Jan van Troyen
Jan van Troyen (Bruselas, c. 1610-c. 1670) fue un grabador en cobre flamenco.
Conocido principalmente por su participación en las ilustraciones del Theatrum Pictorium de David Teniers el Joven (Bruselas, 1660), para el que proporcionó el grabado del frontispicio y otras cincuenta y cinco reproducciones de cuadros de pintores italianos de la colección del archiduque Leopoldo Guillermo, del total de en torno a doscientos cuarenta y tres grabados que integrarían el volumen, raramente conservado completo. Corresponden a Troyen en la colección, entre otras, algunas de las escenas con varias figuras y mayor complejidad, como Cristo con la viuda de Naím del Veronés, que debió de ser uno de los cuadros favoritos del archiduque y aparece reproducido en varias de las galerías pintadas por Teniers con el archiduque mostrando su colección, la Ascensión de Cristo de Leandro Bassano, Los tres filósofos de Giorgione o Jesús entre los doctores del templo de José de Ribera,
Según el Rijksbureau voor Kunsthistorische Documentatie, en 1658 se encontraba en Viena, a donde podría haberse desplazado siguiendo al archiduque —que en 1656 había renunciado por motivos de salud al gobierno de los Países Bajos y retornado a Austria—, con objeto de seguir trabajando en el proyecto del Theatrum Pictorium, pues a Teniers no le había dado tiempo a completar las copias que servían de modelo a los grabadores. En cualquier caso en 1665 se encontraba de regreso en Bruselas, donde se encargó de realizar el grabado del catafalco alzado en la Catedral de Santa Gúdula con motivo de las exequias fúnebres celebradas por orden del marqués de Castel Rodrigo los días 4 y 5 de noviembre en honor del difunto rey Felipe IV, notable aparato barroco y grabado de dimensiones mayores de las acostumbradas, abierto al aguafuerte y buril en dos láminas.